# Henrik VII av Bayern
Henrik VII av Bayern, född okänt år, död 16 oktober 1047, var regerande hertig av Bayern från 1042 till 1047. 